# 鹽竈神社
鹽竈神社（日语：／ Shiogama Jinja）是位於日本宮城縣鹽竈市的神社，為式外社、陸奧國一宮。該鹽竈神社是日本全國約110座鹽竈神社、鹽釜神社之總本社。
明治時代時，式內社（名神大社）志波彥神社（／ Shiwahiko Jinja）遷座至境內。
今兩社在同一境內鎮座，合一稱為志波彥神社・鹽竈神社，舊社格為國幣中社，現為神社本廳的別表神社。神紋為「鹽竈櫻」。

## 概要
当地原本只有鹽竈神社（38°19′7.5″N 141°0′45.2″E / 38.318750°N 141.012556°E ）鎮座，明治時代志波彦神社（38°19′7.8″N 141°0′49.5″E / 38.318833°N 141.013750°E）遷座至境內，現在二者為同一個法人，正式名称為「志波彦神社鹽竈神社」。

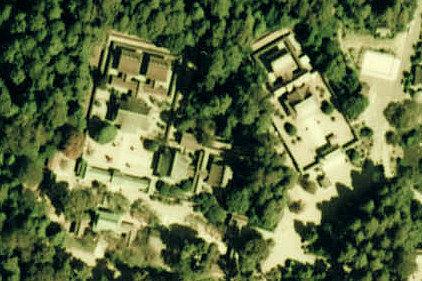
照片左是祭祀伊達家守護神的鹽竈神社左右宮，朝向南偏西方向，與仙台城相對。祭祀主祭神的鹽竈神社別宮朝向西北，背對仙台灣，以表示背負航行安全。照片右的志波彦神社朝向東南。古代的香津（国府津）在照片框外的右下方向，現在的鹽釜港在照片框外的右方向。
1975年度（昭和50年度）攝，

鹽竈神社境内有國家指定的天然記念物鹽竈櫻。
另外，的時候，以鹽竈神社為出發点，將志波彦神社鹽竈神社的神輿向鹽竈市内巡遊，約100隻船跟從御座船為巡幸松島湾。由於有東北開拓的守護神，以迎接東北地方初詣客最多而聞名。

## 祭神
志波彦神社
- 志波彦大神

鹽竈神社
- 別宮：鹽土老翁神 - 主祭神
- 左宮：武甕槌神
- 右宮：經津主神

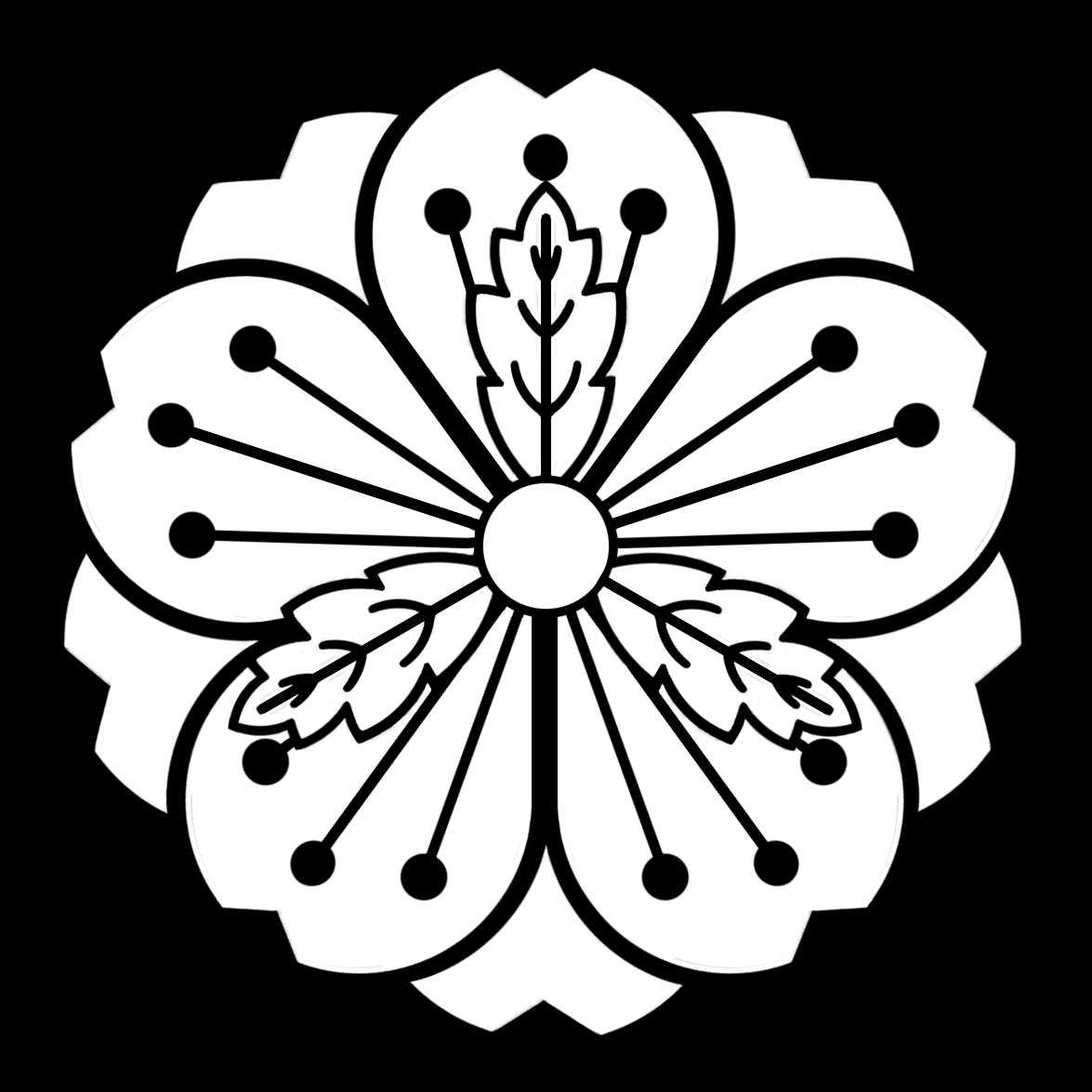
神紋「鹽竈櫻」

鹽土老翁神很神秘，有人認為祂是海或鹽之神格化，也有人認為祂引導彥火火出見尊、神武天皇，擁有航海安全、交通安全之神德，抑或認為祂是安產祈願的神。
傳說武甕槌命、經津主神在東北平定之際，鹽土老翁神為兩神先導，之後留在此地，教導當地人製鹽。

## 祭事

### 月次祭
| 1日  |  | 朔日祭           |
| 10日 |  | 鹽竈神社月次祭   |
| 29日 |  | 志波彦神社月次祭 |

### 年間祭事
| 1月 | 1日         |             |  | 歲旦祭                   |  | 8月  | 1日  |      |  | 曲木神社例祭         |
| 1月 | 3日         |             |  | 元始祭                   |  | 9月  |      | 下旬 |  | 御神田拔穗祭         |
| 1月 | 14日        |             |  | 松明祭                   |  | 9月  | 29日 |      |  | 志波彦神社遷座記念祭 |
| 2月 |             | 立春前日    |  | 節分祭                   |  | 10月 | 5日  |      |  | 献茶祭（裏千家）     |
| 2月 | 11日        |             |  | 紀元祭                   |  | 10月 |      | 中旬 |  | 鹽竈神社講社大祭     |
| 2月 | 17日        |             |  | 祈年祭                   |  | 10月 | 17日 |      |  | 新嘗奉祝祭           |
| 3月 | 10日        |             |  | 紀元祭                   |  | 11月 | 3日  |      |  | 明治祭               |
| 3月 | 29日        |             |  | 志波彦神社例祭           |  | 11月 |      | 中旬 |  | 七五三詣             |
| 4月 |             | 第4個星期日 |  | 花祭                     |  | 11月 | 23日 |      |  | 新嘗祭・初穗曳       |
| 4月 | 29日        |             |  | 昭和祭                   |  | 12月 | 1日  |      |  | 嘉津良比祭           |
| 5月 |             | 上旬        |  | 御神田御田植祭           |  | 12月 | 23日 |      |  | 天長祭               |
| 6月 | 30日        |             |  | 大祓式                   |  | 12月 | 31日 |      |  | 大祓式・除夜祭       |
| 7月 | 4日         | ～6日       |  | 藻鹽燒神事・御釜神社例祭 |  |      |      |      |  |                      |
| 7月 | 10日        |             |  | 鹽竈神社例祭             |  |      |      |      |  |                      |
| 7月 | 第3個星期一 |             |  |                          |  |      |      |      |  |                      |

## 當地資訊
所在地
- 宮城縣鹽竈市一森山1番1号

拜觀時間、門票
- 開門時間：5:00 - 20:00
- 拜觀免費。不過，參觀鹽竈神社博物館（屋上展望台）需要門票

交通
- 鉄道
  - 最近車站：JR東日本仙石線本鹽釜站（徒歩約10分）
  - JR東日本東北本線鹽釜站（徒歩約15分）
初詣時，仙石線、東北本線加開深夜至次日早上的臨時列車。
- 車
  - 免費停車場：第1、第2、第3為普通車用，第4為巴士用，能容納共計300輛
  - 最近交流道：三陸自動車道 利府鹽釜IC

## 外部連結
- 志波彦神社・鹽竈神社（页面存档备份，存于）